# كيارا غالياتسو
كيارا غالياتسو (بالإيطالية: Chiara Galiazzo)‏ هي مغنية إيطالية، ولدت في 12 أغسطس 1986 في بادوفا في إيطاليا.

## وصلات خارجية
- كيارا غالياتسو على موقع IMDb (الإنجليزية)
- كيارا غالياتسو على موقع ميوزك برينز (الإنجليزية)
- كيارا غالياتسو على موقع أول ميوزيك (الإنجليزية)
- كيارا غالياتسو على موقع أول ميوزيك (الإنجليزية)
- كيارا غالياتسو على موقع ديسكوغز (الإنجليزية)
- كيارا غالياتسو على موقع قاعدة بيانات الفيلم (الإنجليزية)